# Pascal Ayerbe
Pascal Ayerbe, alias gribouilleur sonore, est un musicien multi-instrumentiste, compositeur et luthier, né le 28 mars 1976.

## Biographie

### Enfance
Pascal Ayerbe a vécu sur une péniche transformée en maison flottante à Conflans-Sainte-Honorine puis à Méry-sur-Marne entre l'âge de 8 et 22 ans. Une expérience qu'il décrit comme propice à l'écoute. Autodidacte, il se met d'abord au piano puis découvre la composition sur cubase vers l'âge de 15 ans[réf. nécessaire].
Diplômé de la SAE Institute en 1998, il démarre ses activités en tant qu'ingénieur du son. D'abord pour diverses sociétés ou studios dans les domaines de la production audio et du jeu vidéo. Fin 1999 il entre à Radio France en tant qu'opérateur son et travaillera régulièrement sur des fictions, documentaires, disques, concerts, habillages d'antenne... pour les différentes chaines du groupe jusque 2005.
En parallèle à cette activité, il fait la rencontre des Chasseurs de son, et se fait remarquer à plusieurs reprises lors du concours. Primé de nombreuses fois, il a reçu des récompenses de la part de France Musique, France Culture, du centre Pierre Schaeffer, mais aussi du CIMES (concours international du meilleur enregistrement sonore).
En 2002 il est lauréat du concours International d’Art Radiophonique de La Muse en circuit 2002.
Son premier disque parait en 2001. Les Gribouillis témoigne de cette période ou Pascal Ayerbe enregistrait la majeure partie de son temps libre, des objets et instruments de toutes sortes. Ce disque a été plusieurs fois édité sur différents labels, notamment Le Chant du Monde et Harmonia Mundi.
Son deuxième disque La Tête en l'air commence à mélanger deux répertoires sonores, celui sur scène en compagnie de son groupe Les gribouilleurs sonores et celui en studio. Ce disque est utilisé par de nombreuses compagnies de théâtre et de danse en France et à l'étranger, il a reçu un coup de cœur Charles Cros, a fait partie de la sélection talent Mino (ADAMI, JMF).
À ses débuts sur scène, Pascal Ayerbe jouait principalement de la toy-music. Tel un bruiteur, il était entouré d'objets, de jouets. Une démarche singulière qui ne tarda pas à intriguer des théâtres, centres culturels, scènes nationales, festivals jeune public. À ce jour, il a donné plus d'un millier de concerts en France et à l'étranger notamment en Chine, au Brésil, en Écosse, en Espagne, au Canada, en Suisse.
Sa musique est aussi distribuée sur le label Novel Cell Poem au Japon.
Pour ses créations, Pascal Ayerbe ne se contente pas seulement d'écrire ou de jouer, il aime aussi concevoir et construire de ses propres mains. La scénographie, les objets sonores, les décors sont souvent « faits maison ». À la manière d'un bruiteur, il collectionne des objets et des instruments depuis 1999.
En parallèle à ses activités d'artiste, Pascal Ayerbe fabrique depuis 2018 des mandolines, instruments qu'on peut découvrir à Paris ou sur scène dans sa création Léger comme une note, un concert où l'on peut découvrir entre autres plusieurs de ses instruments, une guitare nœud papillon, une guitare Renaissance, un ukulélé, une mandoline monoxyle, un clavi harp, des moulins à cordes...

### Concerts et spectacles
- 2002-2005 : Pascal Ayerbe & Cie
- 2005-2006 : Les bruits qui courent
- 2006-2008 : Les gribouilleurs sonores
- 2007-2013 : Trio pour un p'tit pois
- 2011-2016 : Morceaux en sucre
- depuis 2014 : Petit orchestre de jouets
- depuis 2018 : Léger comme une note

## Créations radiophoniques

### Émissions
- La femme fabriquée, coproducteur avec Marie Breton, durée 5 x 5 minutes. Résonances, France Culture, 2001
- Le carnaval des parasites, coproducteur avec Marie Breton, durée 5 x 5 minutes. Résonances, France Culture, 2001
- La maladresse Coproducteur, avec Marie Breton, durée 5 x 5 minutes. Résonances, France Culture, 2001
- Merci petit papa Noël, coproducteur avec Marie Breton, durée 5 x 5 minutes. Résonances, France Culture, 2001
- Élément Air(e), lauréat du concours International d’Art Radiophonique de la Muse en Circuit, 2002
- Le pays d'O, producteur, durée 1 h 25. Atelier de création radiophonique de France Culture, 2002

### Compagnies qui utilisent des musiques de Pascal Ayerbe
- Le théâtre en ciel, Roland Shön, spectacles Musées Maison et Visites obliques[10]
- Clair de lune théâtre, spectacle le cirque est arrivé[11]
- Compagnie En attendant La marée, spectacle Tandem[12]
- Compagnie Le chiendent, spectacle Fantaisies boréales[13]
- Maria Clara Villa Lobos, La production XL, spectacle Têtes à têtes[14]
- Compagnie Arcane, spectacle cabane[15]